# Nueva Esparta (El Salvador)
Nueva Esparta é um município localizado no departamento de La Unión, em El Salvador.